# Colind

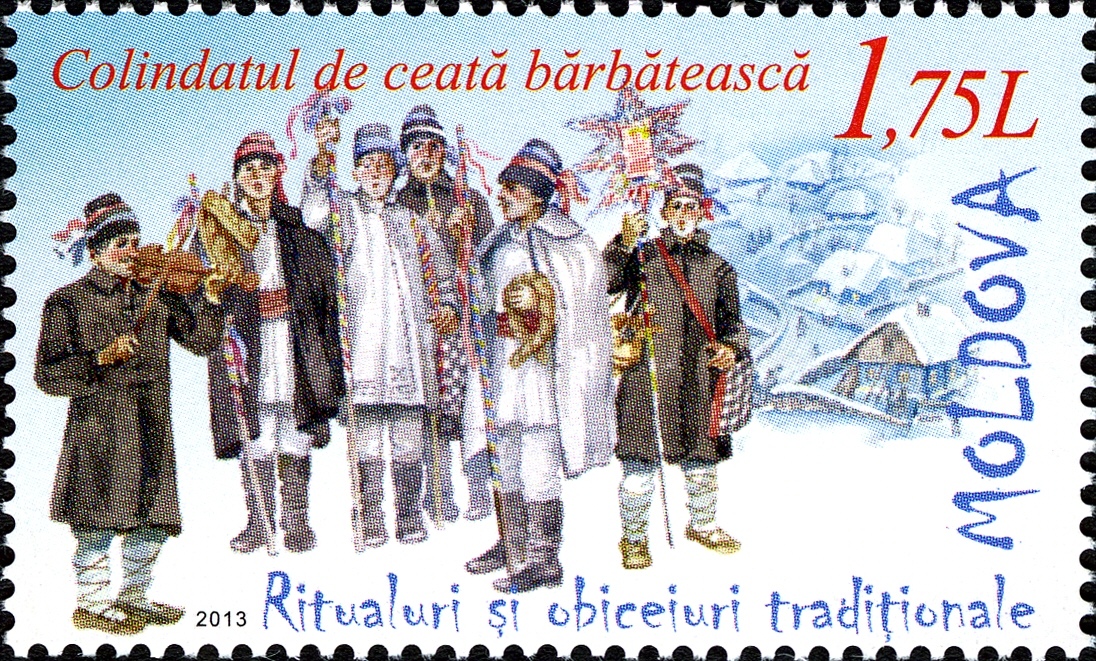
Grup de colindători la Crăciun din Moldova

Colindele sunt cântece tradiționale românești, anume felicitări (urări) de tip epico-liric, având în general între 20 și 60 de versuri. Colindele sunt legate de obiceiul colindatului, datină perpetuată din perioada precreștină. Colindele nu trebuie confundate cu cântecele de stea, specifice sărbătorilor creștine de iarnă, și nici colindatul cu umblatul cu steaua. Colindele se cântă în preajma Crăciunului și Anului Nou. Unele dintre ele au o sumedenie de variante și versiuni, potrivit diferitelor regiuni și graiuri.

## Origini
Inițial, colindele aveau o funcțiune ritualică, anume aceea de urare pentru fertilitate, rodire și belșug. Acest obicei era legat fie de începutul anului agrar (adică de venirea primăverii), fie de sfârșitul său (toamna, la culegerea recoltei). Pe de altă parte, un scop des întâlnit al colindelor era acela de alungare a spiritelor lui Ianuarie. Peste timp, din semnificația inițială a colindelor s-a păstrat doar atmosfera sărbătorească, de ceremonie, petreceri și urări.

## Funcții și tipologii
Colindele se clasifică în general după sfera lor tematică. În practică, se deosebesc anumite funcții, corespunzătoare destinatarului colindei (de fată, de băiat, de negustor, de tineri însurăței, de logodiți), a locului de desfășurare (la intrarea și la plecarea din casă, de fereastră), sau a momentului (de doliu, de zori). Pornind de la rolul normativ binecunoscut al acestora, se pot descifra mai multe funcții secundare subordonate funcției de bază, care este urarea. Între funcțiile secundare cele mai des întâlnite sunt cele de: comunicare, inițiere, întărire a coeziunii grupului social, protecție, normare, manifestare a sacrului și experimentare a acestuia, onomastice sau catharetice.
Peste unele colinde s-a suprapus și elementul creștin, regăsibil mai ales la refren, însă acest fapt s-a petrecut abia în Evul Mediu, sub influența Bisericii. Acestea conțin o sumedenie de scene apocrife, suprapuse peste elemente mai vechi.
În ceea ce privește tipologia colindelor, nu există o împărțire strictă pe categorii. Iată două dintre acestea:
| Cercetând vastul material din domeniul colindelor, adunat de etnologul Nicolae Ursu, cercetătoarea Rodica Giurgiu realizează următoarea clasificare: - Colinde protocolare - Colindătorii - Gazda trezită de colindători - Gazda și colindătorii - Rugămintea de a fi primiți în casă - Cererea darurilor - Gazda plecată la vânătoare - Cerb împodobit cu daruri - Alte subiecte - Colinde profesionale - Ciobanul sătul de ciobănie și/sau răsplata oilor - Ciobanul care și-a pierdut oile - Miorița - Pescarul și vidra - Colinde de vânători - Colinde de agricultori - Colinde de fată - Fata și cei trei pețitori - Soarele își pețește sora, pe Lună - Seceriș funest - Alte subiecte - Colinde de flăcău - Junele și calul - Junele și însurătoarea - Colinde satirice - Alte subiecte - Colinde familiale - Jupânul și jupâneasa - Colinde edificatoare/moralizatoare - Disputa dintre grâu, vin și mir - Gazda ospitalieră și minunile - Alte subiecte - Colinde de trecere - Anul vechi și cel nou - Ziua și noaptea - Colinde-baladă - Ilincuța Șandrului - Mireasa moartă - Soacra rea - Maica bătrână - Milea - Colinde-cântece - Colinde de război - Cucul și turtureaua - Călugărul și călugărița - Ciobanul și mielul - Colinde neîncadrabile - Plugușoare și urări de Anul Nou | Doina Bocșa oferă o clasificare puțin diferită: - Colinde de gazdă - Colinde profesionale - Colinde de june - Colinde de fată - Colinde de pețit - Colinde familiale - Colinde cosmogonice, mito-religioase - Colinde religioase, apocrife - Colinde religioase cărturărești - Colinde diverse (provenite din alte categorii folclorice sau distractiv-satirice) |

## Desfășurarea ritualului
În ceea ce privește felul colindatului, Emilia Comișel și Ovidiu Bîrlea identifică trei mari categorii:
- Colindatul celor mici
  - Pițărăii sau mersul cu Moș Ajunul - cu caracter agricol, prin care se urează belșug la grâne și animale. Se încheie cu solicitarea darurilor.
  - Sorcovitul - prin care se urează sănătate
- Colindatul cu mască
  - Mersul cu capra (sau turca, țurca, brezoaia) - rămășiță a culturilor dionisiace
  - Mersul cu ursul - rămășiță a cultului totemic al ursului
- Colindatul propriu-zis, al cetelor de flăcăi sau fete

În vremurile precreștine, ritualul era zgomotos, dura mai multe zile, iar festivitățile cuprindeau ofrande vegetale și animaliere, mese comune, dansuri și reprezentații dramatice. Toate acestea se desfășurau primăvara sau toamna. După mutarea Anului Nou la 1 ianuarie, în vecinătatea Crăciunului, aceste ritualuri au fost serbate numai în vremea celor două sărbători creștine..
„Ritualul se desfășoară de obicei începând din Ajunul Crăciunului (24 decembrie), până dimineața zilei următoare. Grupul de șase până la treizeci de tineri (colindători) aleg un vătaf, care cunoaște obiceiurile tradiționale și vreme de patruzeci sau optsprezece zile ei se adună de patru, cinci ori pe săptămână, într-o casă anumită, ca să primească instrucția necesară. În seara zilei de 24 decembrie, îmbrăcați în straie noi ți împodobiți cu flori și zurgălăi, colindătorii fac urări mai întâi la casa gazdei, apoi trec pe la toate casele din sat. Chiuie pe străzi, cântă din trompete și bat darabana, pentru ca larma făcută să alunge duhurile rele și să-i vestească pe gospodari de sosirea lor. Ei cântă prima colindă la fereastră și după ce au primit învoirea celor ai casei, intră în casă și își continuă repertoriul, dansează cu fetele tinere și rostesc urările tradiționale. Colindătorii aduc sănătate și bogăție, reprezentate de o rămurică de brad pusă într-un vas plin cu mere și pere mici. Exceptând familiile cele mai sărace, de la celelalte primesc daruri: colaci, plăcinte, fructe, carne, băutură etc. După ce au străbătut întreg satul, grupul colindătorilor organizează o serbare la care iau parte toți tinerii.”—Mircea Eliade în Istoria credințelor și ideilor religioase''
Față de această descriere, în general diferă numele grupului de colindători, numele conducătorilor acestuia, precum și ordinea celor colindați. Colindele sunt interpretate prin cântarea în grup, la unison, ori în două grupe, antifonic. Uneori, ceata se acompaniază cu instrumente (fluier, cimpoi sau dobă mică).
Ritualurile care implică ființe animaliere („Capra”, „Ursul”) se caracterizează prin existența anumitor roluri: animalul (un flăcău costumat, care face zgomote caracteristice: clămpănit/mormăit și dansează), și un „moș” sau doi.

## Antologii sonore de colinde
O antologie sonoră de colinde a fost editată pe discuri de vinil de către „Electrecord” în anii '60. Aceasta poartă titlul „Obiceiul colindatului și colindele” și conține următoarele piese, edificatoare pentru a sublinia diversitatea colindelor:
| Discul I Fața A 1. Obiceiuri de Anul Nou a – Pitaraii b – Reportita c – Turca d – Capra e – Ursul 2. Obiceiuri din cursul inferior al Dunării și al Ialomiței a – Colindul mare b – Colindul mare c – Colind de băiat d – Colind de băiat e – Colind de băiat f – Colind de băiat g – Colind de băiat h – Colind de băiat i – Colind de băiat j – Colind de băiat k – Colind de fată l – Colind de fată Fața B 1. Colind de doliu 2. Colind de logodiți 3. Colind de băiat 4. Colind de băiat 5. Urarea turtei sau colacului 6. Colinde din șesul Brăilei a – Colind de tineri însurați b – Colind de negustor c – Colind de băiat d – Colind de fată e – Colind de băiat 7. Colinde din Muscel a – Colind de fereastră b – Colind de însurăței c – Colind de căsătoriți d – Colind de băiat e – Colind de fată 8. Colinde din Țara Loviștei a – Colind de fereastră b – Colind la intrarea în casă c – Colind de băiat d – Colind de băiat e – Colind de băiat f – Urarea colacului g – Colind la plecarea din casă h – Colind de zori | Discul al II-lea Fața A 1. Colinde din ținutul Pădurenilor-Hunedoara a – Zicala Dobei b – Colind de fată c – Colind de fată d – Colind de nevastă e – Colind de bătrân f – Colind de fată g – Colind de băiat h – Colind de căsătoriți i – Urarea colacului j – Jocul gazdei în casă 2. Colinde de pe cursul mijlociu al Mureșului a – Colind de mături b – Colind de flăcău c – Colind de fată d – Colind de fată e – Colind de fată Fata B 1. a – Colind de fată b – Colind de nevastă tânără c – Colind de fată d – Zicala dubelor 2. Colinde de pe Valea Ampoiului a – Colindul casei b – Colind de băiat c – Colind d – Colindul „birăului” feciorilor e – Colind de fată f – Colind de bătrân g – Colind de nevastă tânără h – Colind de fată i – Colind de fată 3. Colinde din Valea Crișului Alb și din nordul Transilvaniei a – Colindul tobelor b – Colind de flăcău c – Colind (Nouă meșteri mari) d – Colind (Câte-o ruică, păsăruică) e – Colind (Trei cocoși negri cântară) f – Colind (Mă luai, luai) – de doliu |

În 2002 Ion Moanță a editat la Casa Radio o nouă antologie antologie de colinde, intitulată „Sus la masa raiului: culegere de colinde din fonoteca societății române de radiodifuziune”. Aceasta conține, pe lângă versuri, două CD-uri cu colinde difuzate în cadrul emisiunii „Miorița”, la Radio România, începând cu 1957. Majoritatea acestora au fost culese și înregistrate de către redactorul George Antofi.
În 2003 fundația culturală TerrArmonia a editat două volume intitulate „Colinde românești”, sub îndrumarea lui Ioan Bocșa. Această antologie cuprinde un studiu introductiv, partituri, texte grupate pe tipologii și două CD-uri cu colinde culese de pe teren.